# يوليسيس غرانت غروف
يوليسيس غرانت غروف (بالإنجليزية: Ulysses Grant Groff)‏ هو شخصية أعمال أمريكي، ولد في 29 أكتوبر 1865، وتوفي في 15 أكتوبر 1950.